# The Isley Brothers
The Isley Brothers är en amerikansk R&B- och soulmusikgrupp. Gruppen bildades i början av 1950-talet som ett gospel-band i Cincinnati i Ohio. De är en av få grupper som lyckats få minst en Billboard-placering per årtionde under en period på sex decennier, första gången 1959 och senast 2006 med ett album placerat på listan. Genom åren har gruppen nått stora framgångar med att framföra doo-wop, rhythm and blues, rock'n'roll, soul, funk, disco, urban-adult-contemporary, samtida R&B samt hiphop soul under olika bandkonstellationer. Ursprungligen var de en kvartett som blev en trio, sedan en sextett, och på senare tid en duo. Ronald Isley har som ende medlem figurerat i samtliga sättningar. 1992 valdes gruppen in i Rock and Roll Hall of Fame.

## Historia
Isley Brothers bestod ursprungligen av de fyra äldsta sönerna till O'Kelly Isley, Sr. och Sally Mae Isley: O'Kelly Isley Jr., Rudolph "Rudy" Isley, Ronald "Ronnie" Isley och Vernon Isley. De hade sin första hitlåt, "Shout!", på USA:s Billboard-lista redan 1959. 1962 tog de sig åter in på Billboard Hot 100 med "Twist and Shout" som nådde #17. Ett år senare blev den mer känd som en Beatles-låt då de gav ut en cover på singel.
I mitten av 1960-talet gjorde de något på den tiden så ovanligt som att bilda ett eget skivbolag T-Neck Records. 1964 medverkade Jimi Hendrix i deras kompgrupp. Hendrix spelade med dem fram till 1966 då han istället började spela med Little Richard. Samma år fick gruppen kontrakt hos Motown, och spelade in den för bolaget typiska låten "This Old Heart of Mine (Is Weak for You)" som nådde #11 på Billboard Hot 100, och två år senare #3 på brittiska singellistan. 
I USA hade de ingen mer särskilt stor framgång hos Motown, men både "I Guess I'll Always Love You" och "Behind a Painted Smile" blev hitsinglar i Storbritannien där gruppen turnerade 1969. Samma år anslöt sig även de två yngre bröderna Ernie Isley och Marvin Isley samt svågern Chris Jasper till gruppen. I samband med detta bytte man också musikstil och gick åt funk-hållet. Efter att gruppen lämnade Motown släppte de sommaren 1969 singeln "It's Your Thing". De återaktiverade sitt skivbolag T-Neck och fick till distributionsavtal med först Buddah Records, och från 1973 med Epic Records. Det året släpptes också ett av deras framgångsrikaste album 3+3 innehållandes två av deras stora singelframgångar, funkkompositionen "That Lady" och soulballaden "Summer Breeze". Resten av 1970-talet innebar flera framgångsrika albumsläpp och singlar i USA, till exempel "Fight the Power".
De fortsatte under hela 1980-talet, men framgångarna blev allt färre och med större mellanrum. De ändrade återigen om bland mannarna. Ernie, Marvin och kusinen Chris Jasper bröt sig loss och de kallade sig en kort tid från 1984 för Isley-Jasper-Isley. De övriga tre bröderna fortsatte som The Isley Brothers. O'Kelly Isley avled till följderna av en hjärtattack i mars 1986. Efter O’Kellys död fortsatte Ronald och Rudolph som duo. Ronalds fru Angela Winbush var med i gruppen under 1980-talets senare del. Rudolph pensionerade sig 1989 och lämnade Ronald att fortsätta ensam under gruppnamnet. 1991 återvände Ernie och Marvin till gruppen och släppte ett nytt album 1996 och startade ett samarbete med R. Kelly. Marvin tvingades sluta 1997 på grund av sin diabetes.
På Isley Brothers nästa album, Eternal från 2001, medverkade stora namn som Raphael Saadiq, R. Kelly (igen). På detta album har R. Kelly skrivit samtliga låtar, förutom "I Want That" som istället är komponerad och producerad av Tim Kelley och Bob Robinson. Det var också den första låten som blev klar för detta album, men sedan kom de överens med Robert Kelly om ett samarbete.
Ronald och Ernie Isley utgör gruppen idag. Egentligen är inte Ernie så väldigt inblandad i framförandet av R. Kellys låtar - han lägger ett och annat karaktäristiskt gitarrsolo, men mer är det inte. Det egentliga gruppnamnet för tillfället är The Isley Brothers featuring Ronald Isley AKA "Mr. Biggs". Ronald har dykt upp på senare år hos många av dagens R&B-artister som exempelvis R. Kelly, Lil’ Kim och Eve. Rudy återförenades 2004 med Ron och Ernie och framförde Isley Brothers första hitsingel "Shout" 2004 på The BET Awards men lever mestadels ett tillbakadraget liv. 2007 blev Ronald Isley dömd till ett 37 månader långt fängelsestraff för skattebrott, anklagelser som riktats mot honom sedan 2005 av amerikanska IRS. Han fick dock förkortat straff och blev fri i april 2010.

## Diskografi, album, urval
- Shout! (1959, albumdebut)
- Twist & Shout (1962)
- It's Our Thing (1969)
- 3+3 (1973)
- Live It Up (1974) med låten "Live It Up"
- The Heat Is On (1975)
- Harvest for the World (1976)
- Go for Your Guns (1977)
- Showdown (1978)
- Go All the Way (1980)
- Between the Sheets (1983)
- Mission to Please (1996)
- Eternal (2001)
- Body Kiss (2003)
- Baby Makin' Music (2006)